# Феріо
Феріо (також відома, як Ферло) — піщана пустеля у північно-центральному Сенегалі
.
Є домівкою народів серер та фульбе.

## Географія
Пустеля Ферло займає площу близько 70 000 км², що становить третину загальної площі країни.

Є частиною регіону Діурбель, що починається за 70 км на схід від Дакара на захід і південь від Сен-Луї, відомого місцевим жителям як «Баол»
.
Через регіон протікає річка Сенегал
,
а долини розташовані у дельті Салуму на північ від Гамбії.

Тут безкрайні рівнини й піщані дюни, з розкиданими скелями та невеликі долини з глинистими ґрунтами, в яких утворюються невеликі водойми.
Рівнину перетинають річища численних приток річки Сенегал, які більшу частину року сухі й лише зрідка наповнюються водою в сезон дощів (з липня по вересень).
Клімат дуже сухий, характеризується тривалим сухим сезоном (який триває дев'ять місяців на рік), з вітрами з дуже сухої пустелі Сахара. Вологий сезон з липня по вересень короткий і приносить нерегулярні опади, принесені вологими повітряними масами з Гвінейської затоки. Через посушливий клімат регіон малонаселений; на початку 1970-х і знову в 1983—1984 роках цей район також потерпав через посуху.

Лінгер з населенням майже 13 000 жителів є найбільшим містом у цьому регіоні.
Опустелювання також сприяло скороченню населення регіону.
Феріо відома своїми баобабами. Серед рослин варто відзначити: Zornia glochidiata, Alysicarpus ovalifolius, Graminaceae, Cenchrus biflorus, Dactyloctenium aegyptium, Chloris prieurii, Eragrotis tremula, Aristida mutabilis і Schonefeldia gracilis.

Національні заповідники Феріо-Північний (RFFN) і Феріо-Південний (RFFS) знаходяться у межах пустелі Феріо.

Заповідник Феріо-Північний, заснований у 1971 році, займає площу 6000 км². Заповідник Ферло-Суд був створений наступного року, і його площа становить трохи більше як 6337 км².